# Oszaka-Takamacui főegyházmegye
Az Oszaka-Takamacui főegyházmegye (2023-ig Oszakai főegyházmegye)a római katolikius egyház Japánban lévő egyik főegyházmegyéje. Érseke Maeda Manjó bíboros, metropolita, érseki székvárosa Oszaka, 2023. óta társszékvárosa pedig Takamacu. Segédpüspöke Szakai Paul Tosihiro, nyugalmazott püspöke pedig Ikenaga Leo Jun jezsuita szerzetes.

## Szuffragán egyházmegyék
- Hirosimai egyházmegye
- Kiotói egyházmegye
- Nagojai egyházmegye

### Megszűnt
- Takamacui egyházmegye (2023-ban a főegyházmegyébe olvadt)

## Szomszédos egyházmegyék
- Hirosimai egyházmegye (nyugat)
- Kiotói egyházmegye (északkelet)